# José María Marroqui
José María de Jesús Miguel Doroteo Teófilo Juan Nepomuceno Marroqui Trejo, conocido simplemente como José María Marroqui (Ciudad de México, 6 de febrero de 1824 - ibídem, 24 de abril de 1898) fue un médico, escritor e historiador mexicano, miembro de la Academia Mexicana de la Lengua.

## Vida profesional y política
Fue hijo de Ramón Marroqui Vázquez y de Inés Antonia Trejo Morales. Se graduó como médico en 1847. Durante la Primera intervención estadounidense en México fue partidario de la rebelión de los Polkos prestando sus servicios médicos. Ingresó al Hospital de San Andrés llegando a ser director supernumerario.
Ingresó a la política como regidor de la Ciudad de México. Conoció al general Ignacio Comonfort, desempeñándose como su secretario particular durante su período presidencial. Fue diputado del Congreso de la Unión en 1861.
Durante la Segunda Intervención Francesa en México fue comandante del cuerpo médico militar, participando en la Batalla de Puebla. Se integró a la comitiva del presidente Benito Juárez durante su éxodo al norte del país. Se estableció en Fresnillo ejerciendo su profesión como médico.
Regresó a la Ciudad de México y se integró nuevamente a la política, desempeñándose como juez del Registro Civil. Fue nombrado cónsul de México en Barcelona de 1874 a 1878, por falta de percepción de su salario, se vio obligado a ser maestro de escuela.

## Historiador y escritor
De regreso a la Ciudad de México, impartió cátedra de lengua castellana y literatura en la Escuela Nacional Preparatoria. Durante esta época se dedicó a las investigaciones históricas. Fue miembro de la Academia Mexicana de la Lengua, donde el 31 de mayo de 1892 tomó posesión de la silla VII.

## Obras
- Epítome de la Gramática de la lengua castellana (1873).
- Prosodia y ortografía (1879).
- Lecciones de ortología castellana (1883).
- La Llorona, cuento histórico mexicano (1879).
- La Ciudad de México tres volúmenes (1900) publicación póstuma.